# Chuông nguyện hồn ai
Chuông nguyện hồn ai (tiếng Anh: For whom the bell tolls) là tiểu thuyết được xuất bản năm 1940 của nhà văn Mỹ Ernest Miller Hemingway. Cuốn tiểu thuyết viết về Robert Jordan, một người Mỹ thuộc Lữ đoàn quốc tế, tham gia chống Phát xít trong cuộc nội chiến Tây Ban Nha. Tựa Chuông nguyện hồn ai được Hemingway lấy từ tác phẩm Meditation XVII của nhà thơ John Donne.
Chuông nguyện hồn ai được xuất bản ngay sau khi cuộc Nội chiến Tây Ban Nha (1936–1939) kết thúc, khi đó tác cuộc chiến này đã được nhiều người biết đến từ trước. Tác phẩm dường như cho rằng người đọc sẽ biết cuộc chiến này diễn ra giữa chính phủ Đệ nhị Cộng hòa - vốn nhận được sự viện trợ từ Liên Xô cùng các nước khác - với phe Quốc gia, được hỗ trợ bởi Đức Quốc xã và Phát xít Ý. Năm cuốn sách được xuất bản (tức 1940), Hoa Kỳ vẫn chưa bước vào cuộc Chiến tranh thế giới lần 2, lúc ấy đã nổ vào ngày 1 tháng 9 năm 1939 sau khi phát xít Đức tấn công Ba Lan.
Cuốn tiểu thuyết được xem là một trong những tác phẩm xuất sắc nhất trong sự nghiệp văn chương của Hemingway, bên cạnh Mặt trời vẫn mọc, Giã từ vũ khí và Ông già và biển cả.

## Tổng quan
Ernest Hemingway viết Chuông nguyện hồn ai ở Havana, Cuba; Key West, Florida; và Sun Valley, Idaho vào năm 1939. Tại Cuba, ông sống trong khách sạn Ambos Mundos và chắp bút bản thảo ngay tại đó. Cuối cùng, tác phẩm đã hoàn thành vào tháng 1 năm 1940 tại khách sạn InterContinental New York Barclay ở thành phố New York và xuất bản vào tháng 10 cùng năm. Tác phẩm dựa trên kinh nghiệm của chính Hemingway khi ông tham chiến tại Tây Ban Nha, với nhân vật chính là một người Mỹ tên Robert Jodan chiến đấu cùng với quân du kích cho phe Cộng hòa. Gần như toàn bộ dàn nhân vật trong cuốn tiểu thuyết đều là hư cấu, nhưng cũng có một số dựa trên những nhân vật ngoài đời, số khác nữa lại là những người có thật trong cuộc chiến. Lấy bối cảnh ở dãy núi Sierra de Guadarrama nằm giữa Madrid và Segovia, tác phẩm có dòng thời gian diễn ra xuyên suốt trong bốn ngày ba đêm. Chuông nguyện hồn ai đã trở thành lựa chọn của Câu lạc bộ Sách của Tháng, bán được nửa triệu bản trong vòng vài tháng, đồng thời còn vinh dự lọt vào vòng chung kết thuộc khuôn khổ Giải Pulitzer. Ngoài ra, tác phẩm còn trở thành một thành tựu văn học của Hemingway. Xuất bản ngày 21 tháng 10 năm 1940, ấn bản đầu tiên của sách đã in được 75.000 bản với mức giá là 2,75 USD.

### Tiêu đề
Tiêu đề cuốn sách được lấy từ loạt bài suy niệm và cầu nguyện của nhà thơ siêu hình John Donne về sức khỏe, nỗi đau và bệnh tật, được viết khi Donne đang dưỡng sức vì một căn bệnh gần như tước đoạt mạng sống của ông. Chúng được xuất bản vào năm 1624 với tựa đề là Devotions upon Emergent Occasions, đặc biệt trong số đó là Meditation XVII. Hemingway đã trích dẫn một phần của bài suy niệm (sử dụng lối viết nguyên bản của Donne) trong phần đề từ của cuốn tiểu thuyết. Trong đó, Donne đề cập đến phong tục vọng chuông tang lễ vốn phổ biến trong thời đại của ông.
Không một người nào là một hòn đảo, không tự bản ai là một thể hoàn chỉnh; mỗi người đều là một mảnh của đại lục, một phần của đất liền; và nếu như sóng cuốn xuống biển một mảnh đá ven bờ, thì Châu Âu sẽ bé đi, cũng như là nếu nó cuốn mất một mũi đất hay phá đổ nhà anh hoặc bạn anh; cái chết của bất cứ con người nào sẽ làm tôi bé đi, bởi vì tôi là một thể thống nhất với toàn nhân loại. Do đó anh đừng bao giờ hỏi chuông nguyện hồn ai, chuông nguyện hồn anh đấy.

## Nội dung
Chuông nguyện hồn ai là một bản hùng ca về cuộc đấu tranh anh dũng của nhân dân Tây Ban Nha chống lại bọn phát xít Franco bảo vệ chế độ cộng hòa, một cuộc chiến kéo dài từ năm 1936 tới năm 1939. Nhân vật chính là Robert Jordan, một chiến sĩ người Mỹ chiến đấu trong Lữ đoàn quốc tế, tham gia cuộc chiến tranh vĩ đại chống lại sự bành trướng toàn cầu của chủ nghĩa phát xít. Trong kế hoạch tấn công nhằm giải phóng một vùng lãnh thổ Tây Ban Nha của Sư đoàn số 14 do tướng Golz người Nga chỉ huy, Robert Jordan được lệnh phối hợp với một nhóm du kích đặt mìn phá hủy một cây cầu để chặn viện binh và đường rút chạy của quân địch. Anh lên đường đến Villaconejos để tổ chức kế hoạch tấn công cây cầu. Tại đây, khi gặp cô du kích Tây Ban Nha xinh đẹp tên là María, mối tình sâu nặng và đồng điệu trong một lý tưởng chung giữa anh và cô nảy nở. Tình yêu đó đã giúp cho hai người nhận thức sâu sắc hơn ý nghĩa của cuộc sống và công việc họ đang làm. Nhưng bỗng Robert Jordan nhận thấy bọn phát xít đã đánh hơi được kế hoạch của cuộc tấn công và đang ráo riết tập trung quân bố trí phản kích. Anh cử ngay Andrés mang báo cáo về Ban chỉ huy Sư đoàn đóng ở Navacerrada đề nghị thay đổi kế hoạch tác chiến và cho ngừng ngay việc phá hủy cầu. Thế nhưng thật không may, do nhiều trắc trở và tính quan liêu của nhiều sĩ quan, lẽ ra đoạn đường chỉ cần đi trong ba giờ, Andrés phải mất cả một ngày. Khi bức thư của Robert Jordan đến tay Golz thì đã quá muộn, những chiếc máy bay ném bom đầu tiên mở màn cho trận đánh đã quần đảo trên bầu trời. Robert Jordan đành cho nổ mìn phá cây cầu theo kế hoạch đã định và dẫn đội du kích rút lui. Dọc đường, bom đạn quân thù khiến anh bị gãy chân, vết thương quá nặng, anh quyết định từ giã đồng đội và người yêu, ở lại ngọn đồi bên cạnh chiếc cầu bị phá nhằm chiến đấu cầm chân địch cho đội du kích rút lui an toàn.

## Nhân vật
- Robert Jordan: một giáo viên tiếng Tây Ban Nha người Mỹ,đến Tây Ban Nha và tham gia vào nhóm du kích của Pablo để chỉ huy việc đánh một cây cầu,nhằm chặn đứng bọn Phát Xít.
- Anselmo: ông già dẫn đường cho Robert Jordan.
- Pablo: chỉ huy một nhóm du kích trong vùng núi (cùng với 3 nhóm khác).
- Rafael: một thành viên trong nhóm của Pablo
- María: một thiếu nữ, trở thành người yêu của Robert Jordan. Được nhóm của Pablo cứu sống trong trận đánh tàu hoả.
- Pilar: vợ Pablo
- Agustín: thành viên nhóm Pablo
- El Sordo: ông già chỉ huy một nhóm du kích khác ở vùng rừng núi.
- Fernando
- Andrés: thành viên nhóm của Pablo,nhận nhiệm vụ gửi thư cho tướng Golz nhằm ngưng kế hoạch đánh cầu (theo yêu cầu của Robert Jordan).
- Eladio
- Primitivo
- Joaquin

## Hình ảnh nổi bật
Chuông nguyện hồn ai xuất hiện một số hình ảnh biểu tượng liên quan đến đất, đặc biệt là ở Chương 13. Khi ấy, Jordan và Maria đang ái ân trên một bãi cỏ nằm trong khu rừng, thế là Jordan cảm thấy "Mặt đất dường như đang rung chuyển và rời xa bọn họ". Anh hỏi Maria rằng "Em có cảm thấy mặt đất đang chuyển động không?" và cô ấy khẳng định là có.

## Giá trị tác phẩm
Thông qua nội dung miêu tả hoạt động của một nhóm du kích quân địa phương dưới sự giúp đỡ của một chiến sĩ cộng hòa người Mỹ, Chuông nguyện hồn ai một mặt ca ngợi cuộc chiến đầu của phe cộng hòa tại Tây Ban Nha, mặt khác phản ánh tinh thần quốc tế của các chiến sĩ thuộc Lữ đoàn quốc tế đã cùng phe cộng hòa Tây Ban Nha chiến đấu bảo vệ nền cộng hòa. Tác phẩm hé lộ mẫn cảm nhanh nhạy của tác giả trong việc nắm bắt vấn đề trọng tâm của nhân loại trong những năm 1930 của thế kỷ 20, đó là nguy cơ bành trướng của chủ nghĩa phát xít. Nó là lời tố cáo đanh thép tội ác man rợ của bọn Franco, lên tiếng đấu tranh chống lại chủ nghĩa phát xít khi nó vừa trỗi dậy. Đồng thời, bằng cách nhìn, cách nghĩ mới mẻ, Hemingway còn cố gắng giải quyết mối quan hệ giữa nhân dân và lịch sử cũng như những vấn đề về sự sống, cái chết, tình yêu, chỗ đứng và trách nhiệm của mỗi con người trong xã hội mà thực tế cuộc cách mạng Tây Ban Nha đã đặt ra.
Về mặt nghệ thuật, Chuông nguyện hồn ai là đỉnh cao phong cách trữ tình của Hemingway, một phong cách đã in đậm trong nhiều tác phẩm của tác giả như Mặt trời vẫn mọc (The sun also rises, 1926), Giã từ vũ khí (A farewell to Arms, 1929), Ông già và biển cả (The old man and the sea, 1952)... Tác phẩm cố gắng đi sâu vào miêu tả vẻ đẹp tâm hồn các nhân vật, thể hiện được những con người cá nhân có nhiều suy tư, có cá tính, gây ấn tượng mạnh mẽ, biết hy sinh cuộc sống riêng tư cho lý tưởng hoặc biết chịu đựng một sự thất bại bên ngoài để đổi lấy sự chiến thắng về tinh thần bên trong. Những đoạn độc thoại nội tâm của các nhân vật và những dòng trữ tình ngoại đề trong cuốn sách khiến cốt truyện của Chuông nguyện hồn ai tưởng như đơn giản lại trở nên sinh động, phong phú trong các tình tiết, nhuần nhuyễn và linh hoạt trong kết cấu, cuốn hút hàng triệu độc giả trên khắp thế giới khi tiếp cận tác phẩm.
Mặc dù tư tưởng của nhà văn ít nhiều còn thiếu lạc quan khi biểu lộ cảm quan định mệnh phảng phất trong tâm lý của một số nhân vật chính, cũng như tính chất bi kịch đậm nét ở phần cuối câu chuyện ít nhiều làm giảm cảm hứng tích cực của người viết trong tác phẩm, nhưng Chuông nguyện hồn ai, cuốn tiểu thuyết ra đời trong máu lửa chiến đấu chính nghĩa của nhân dân Tây Ban Nha, vẫn là một trong những tiểu thuyết đặc sắc nhất của văn hào Hemingway cũng như của nền văn học hiện thực Mỹ thế kỷ 20.
Chuông nguyện hồn ai (For Whom the Bell Tolls) còn là tên 2 ca khúc do 2 ban nhạc nổi tiếng thế giới trình bày là Metallica (trong album "Ride the Lightning") và ban nhạc anh em Bee Gees (trong album "Size Isn't Everything").